# Кенсы, Францишек
Франци́шек Ке́нсы (пол. Franciszek Kęsy; 13 ноября 1920, Берлин — 24 ноября 1942, Мюнхенская площадь, Дрезден) — блаженный Римско-католической церкви, мученик, мирянин. Входит в число 108 блаженные польские мученики, беатифицированных римским папой Иоанном Павлом II во время его посещения Варшавы 13 июня 1999 года.

## Биография
Францишек Кенсы родился в Берлине в семье Станислава и Анны из дома Печки. В 1921 году семья Францишка Пенсы переехала в Польшу. Закончил Салезианский Ораторий в Познани. Принадлежал к организации «Добровольческий отряд Западных земель». 23 сентября 1940 года был арестован Гестапо и 23 апреля 1941 года интернирован в берлинскую тюрьму Neukölln, в мае 1941 года был переведён в тюрьму города Цвикау. Был казнён 1 августа 1942 года в городе Дрезден.

## Прославление
13 июня 1999 года был беатифицирован римским папой Иоанном Павлом II вместе с другими польскими мучениками Второй мировой войны.
День памяти — 12 июня.